# Aeroportul Mocopulli
Aeroportul Mocopulli (IATA: MHC, ICAO: SCPQ) este un aeroport din Dalcahue, Dalcahue⁠(d), Provincia Chiloé, Regiunea Los Lagos, Chile ce deservește zona Castro.
Situat la o altitudine de 159 m, aeroportul dispune de o singură pistă.